# Helicobia tinajillensis
Helicobia tinajillensis är en tvåvingeart som beskrevs av Tibana 1988. Helicobia tinajillensis ingår i släktet Helicobia och familjen köttflugor.
Artens utbredningsområde är Ecuador. Inga underarter finns listade i Catalogue of Life.